# غوث علی شاه
غوث علی شاه (انگلیسی: Ghous Ali Shah؛ زادهٔ ۱ ژانویهٔ ۱۹۳۴) سیاستمدار اهل پاکستان است. وی از سال ۱۹۹۱ تا ۱۹۹۳ وزیر دفاع پاکستان و از سال ۱۹۹۷ تا ۱۹۹۹ وزیر آموزش پاکستان بوده‌است.